# Sicyodes justaria
Sicyodes justaria är en fjärilsart som beskrevs av Walker 1862. Sicyodes justaria ingår i släktet Sicyodes och familjen mätare. Inga underarter finns listade i Catalogue of Life.